# Klenovec
Klenovec és un poble i municipi d'Eslovàquia. Es troba a la regió de Banská Bystrica.

## Història
La primera menció escrita de la vila es remunta al 1340.

## Demografia
| Godina             | 1994 | 2004   | 2014   | 2024   |
| ------------------ | ---- | ------ | ------ | ------ |
| Nombre de persones | 3370 | 3268   | 3213   | 2952   |
| Diferència         |      | −3,02% | −1,68% | −8,12% |

| Godina             | 2023 | 2024   |
| ------------------ | ---- | ------ |
| Nombre de persones | 2970 | 2952   |
| Diferència         |      | −0,60% |